# Women's March on Washington
Women's March on Washington var en demonstration som ägde rum i Washington, D.C. den 21 januari 2017. Syftet med demonstrationen var att främja kvinnors rättigheter, invandrarrättigheter, HBTQ-rättigheter och understryka rasojämlikhet, arbetarrättigheter, miljöfrågor samt andra. En av avsikterna var att: "send a bold message to our new administration on their first day in office, and to the world that women's rights are human rights." Marschen var organiserade som en gräsrotsrörelse och ägde rum dagen efter att Donald Trump svurits in som USA:s president. 673 systerdemonstrationer hölls världen över, däribland i Stockholm och i Åre. Demonstrationen lockade mer än 500 000 människor bara i Washington, D.C och miljontals människor runt om i världen, mellan 2,9 och 4,2 miljoner människor protesterade i städer runtom i USA och blev därmed den största protesten på en enskild dag i amerikansk historia.
Aktivisten Linda Sarsour var en av huvudarrangörerna bakom demonstrationen. Namnet på demonstrationen är delvis baserat på det engelska namnet på Marschen till Washington för arbete och frihet (March on Washington for Jobs and Freedom) som hölls 1963.

## Talare och framstående deltagare i Washington, D.C.
Den officiella talarlistan släpptes den 18 januari 2017. Talarna inkluderade Cecile Richards; som är ordförande för Planned Parenthood Federation of America, Ilyasah Shabazz, Janet Mock, LaDonna Harris, Maryum Ali, Sharon Brous, Simone Campbell, Sophie Cruz, America Ferrera, Angela Davis, Gloria Steinem, Ashley Judd, Scarlett Johansson, Melissa Harris-Perry, Michael Moore, Randi Weingarten, Van Jones, Kristin Rowe-Finkbeiner, Roslyn Brock och Muriel Bowser; som är borgmästare i Washington, D.C. och den amerikanska senatorn Kamala Harris samt Ai-jen Poo.
Kändisar som Amy Schumer, Samantha Bee, Olivia Wilde och Lupita Nyong'o deltog. America Ferrera fungerande som ordförande för "Artist Table," och Chelsea Handler, Zendaya, Katy Perry, Madonna och Cher deltog också. Madonna gjorde ett kontroversiellt och uppmärksammat uttalande under sitt tal där hon menade att hon "tänkt väldigt mycket på att spränga Vita huset".

## Systerdemonstrationer

### USA

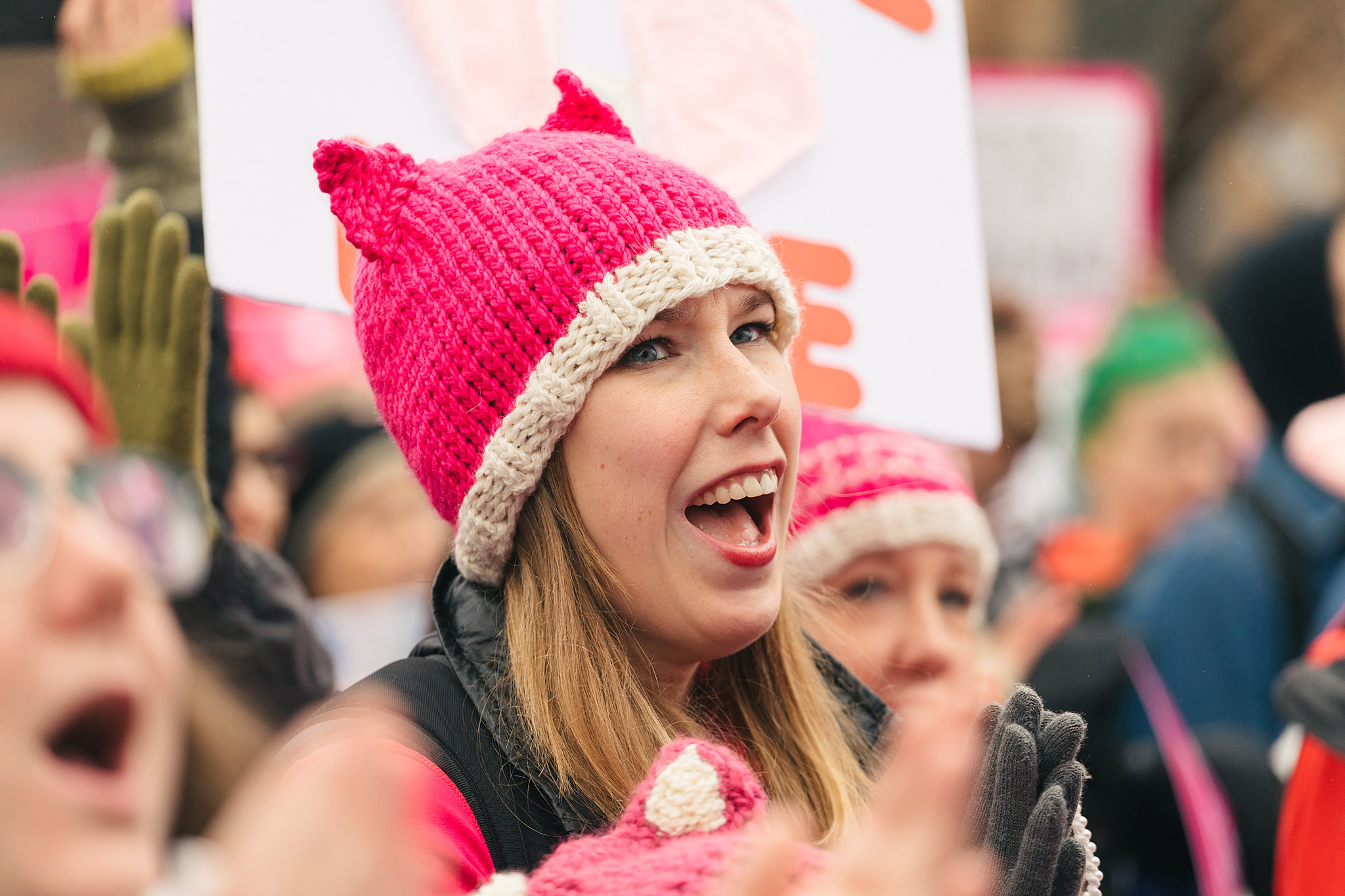
En demonstrant har på sig en "pussy hat" i Madison i Wisconsin.

Demonstrationer skedde i många amerikanska städer, många med hundratusentals deltagare. I Los Angeles deltog cirka 750 000 människor, vilket var mer än demonstrationen i Washington, D.C. I New York samlades mer än 400 000 människor och i Chicago cirka 250 000 människor.

### Stockholm
Tusentals människor, främst kvinnor, samlades på Norrmalmstorg i Stockholm för en solidaritetsmarsch med demonstrationen i Washington, D.C.

### Åre
I Åre demonstrerade mellan 50 och 60 personer på längdskidor. Demonstrationen var också en insamling till Malala-fonden och Earth Guardians.

### Storbritannien
Uppemot 100 000 människor protesterade i London, bland annat på Trafalgar Square.

## Galleri

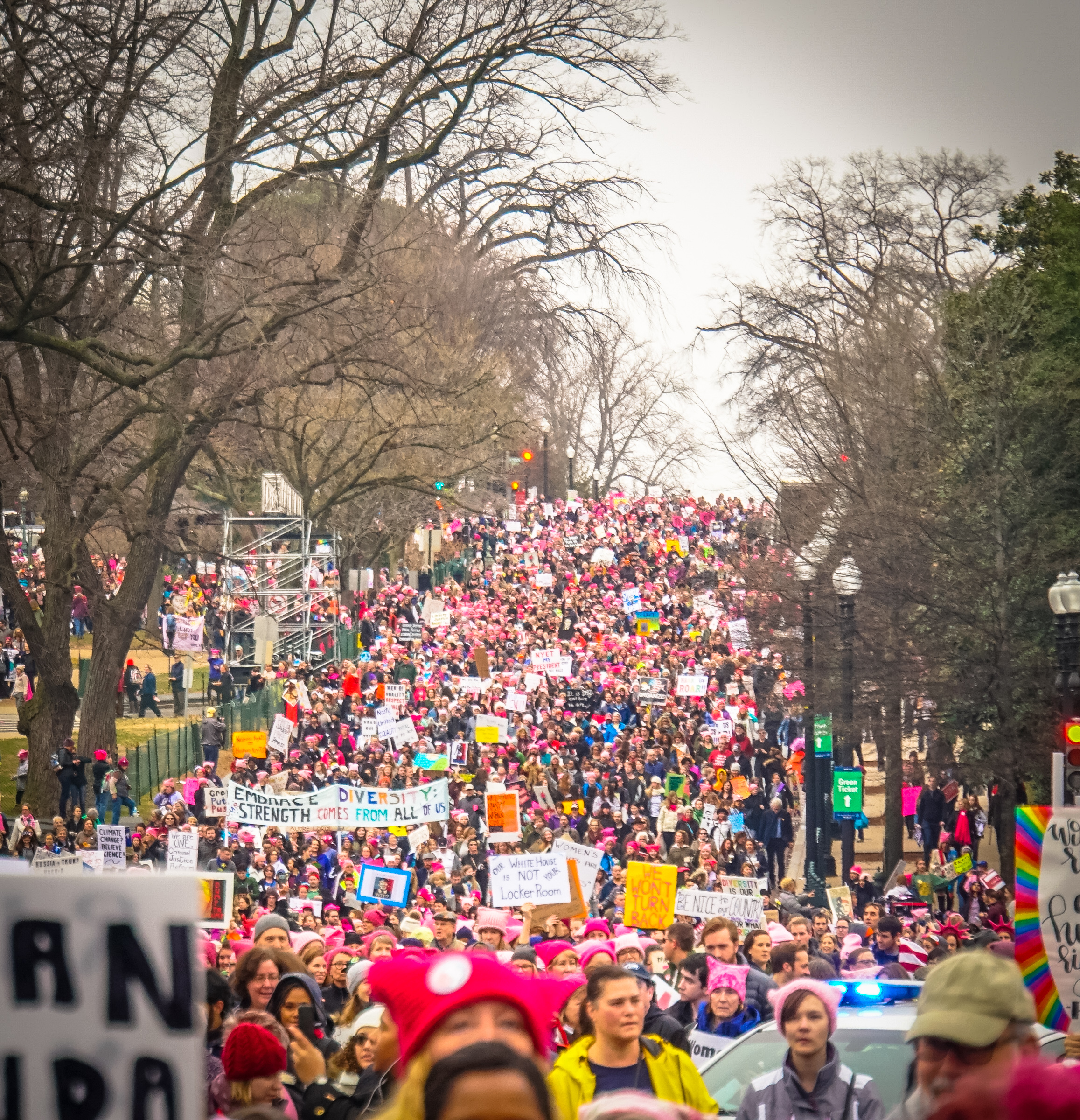
Protester i Washington, D.C.
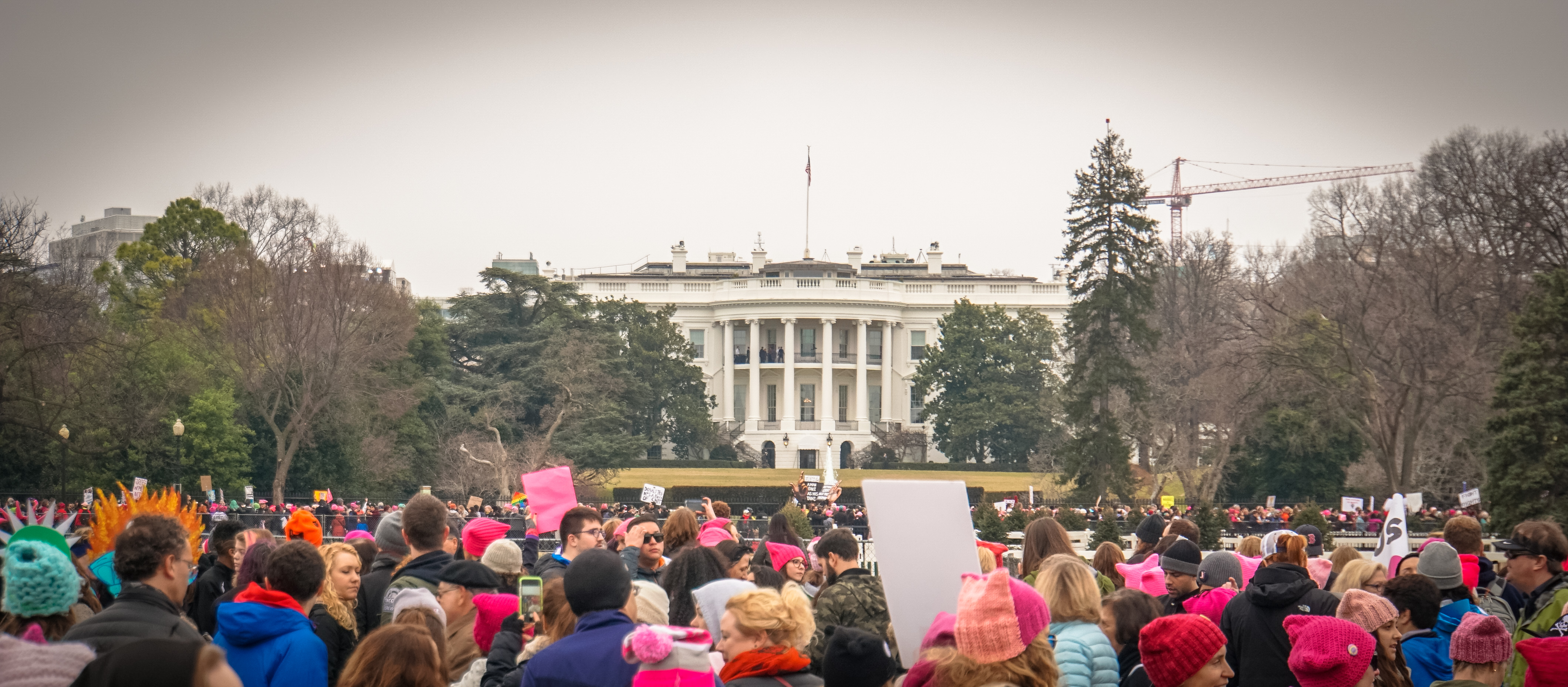
Protester utanför Vita huset.
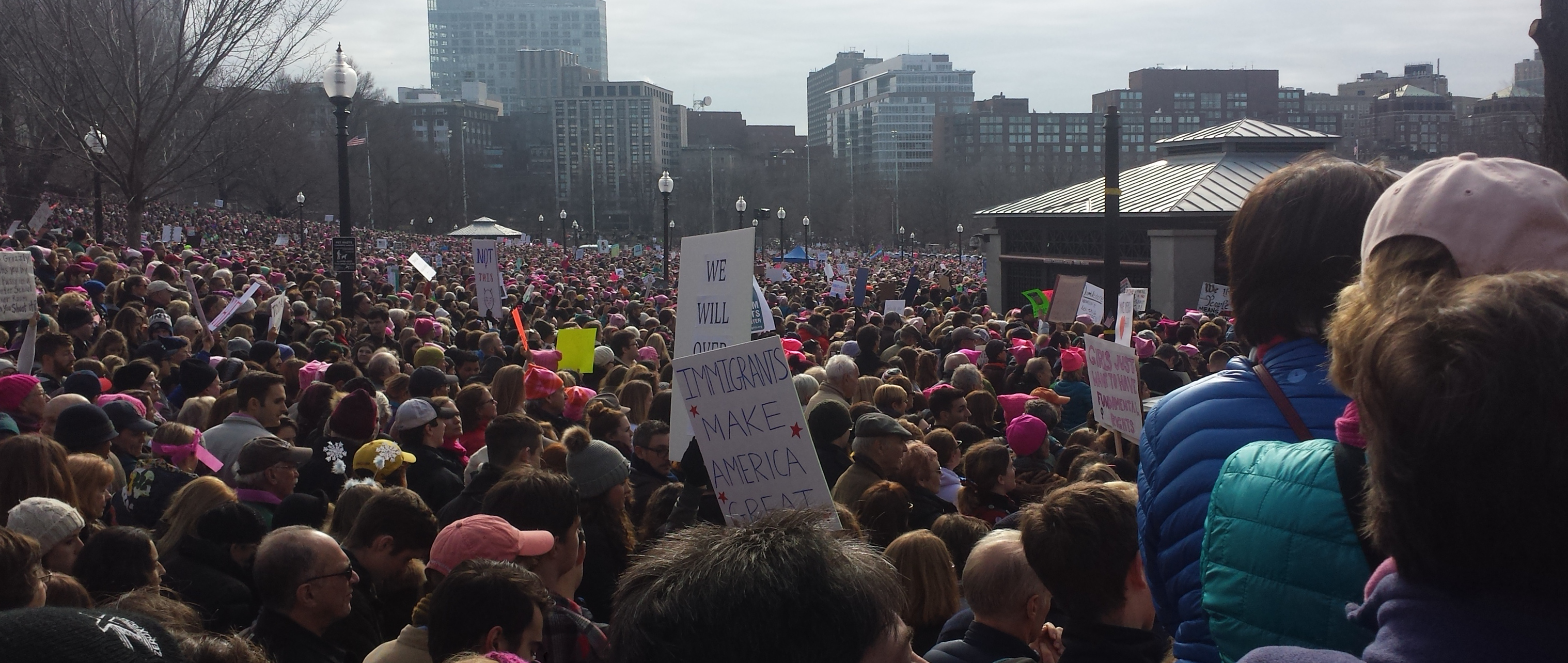
Protester i Boston i USA.
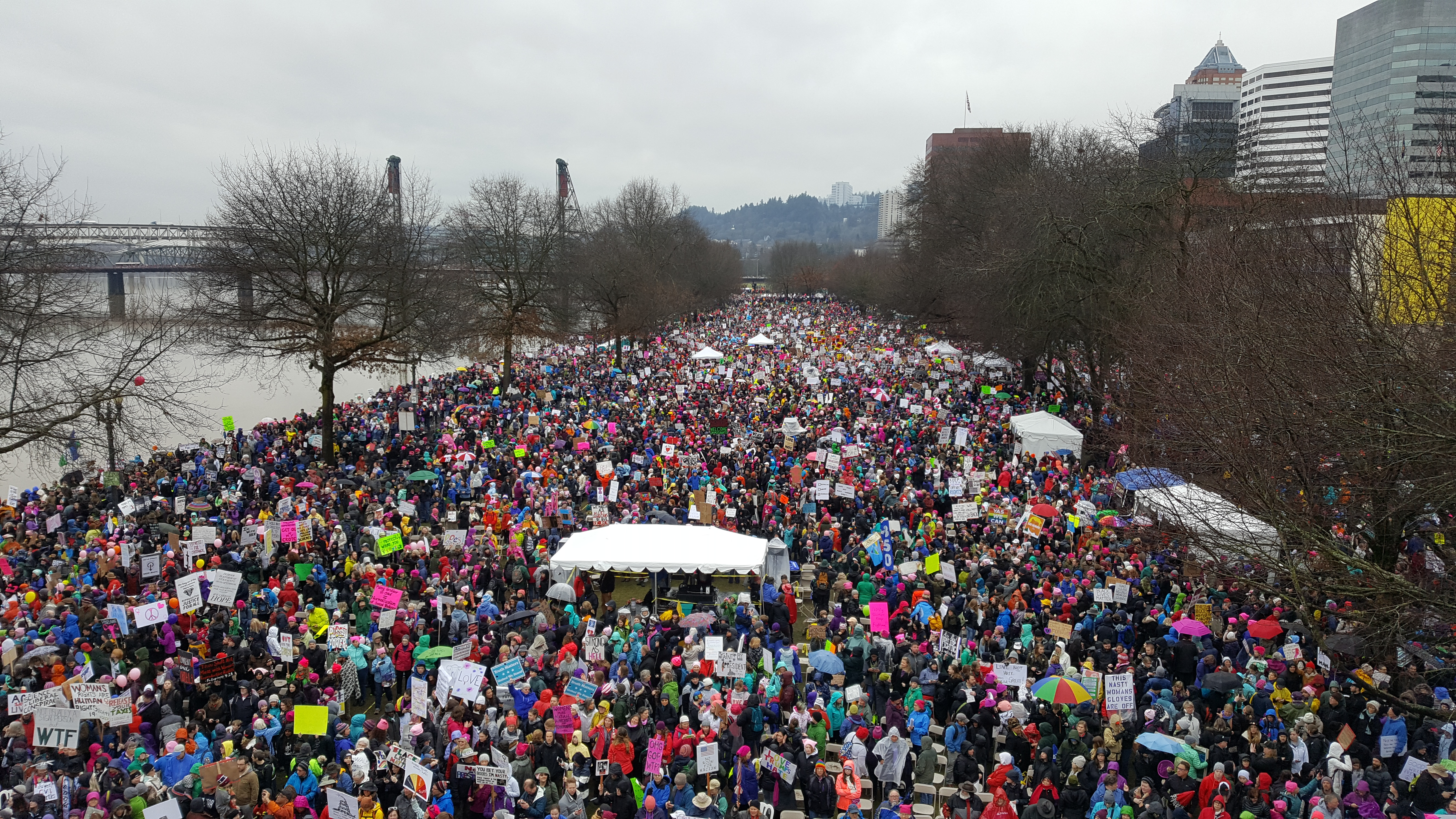
Protester i Portland i Oregon, USA.
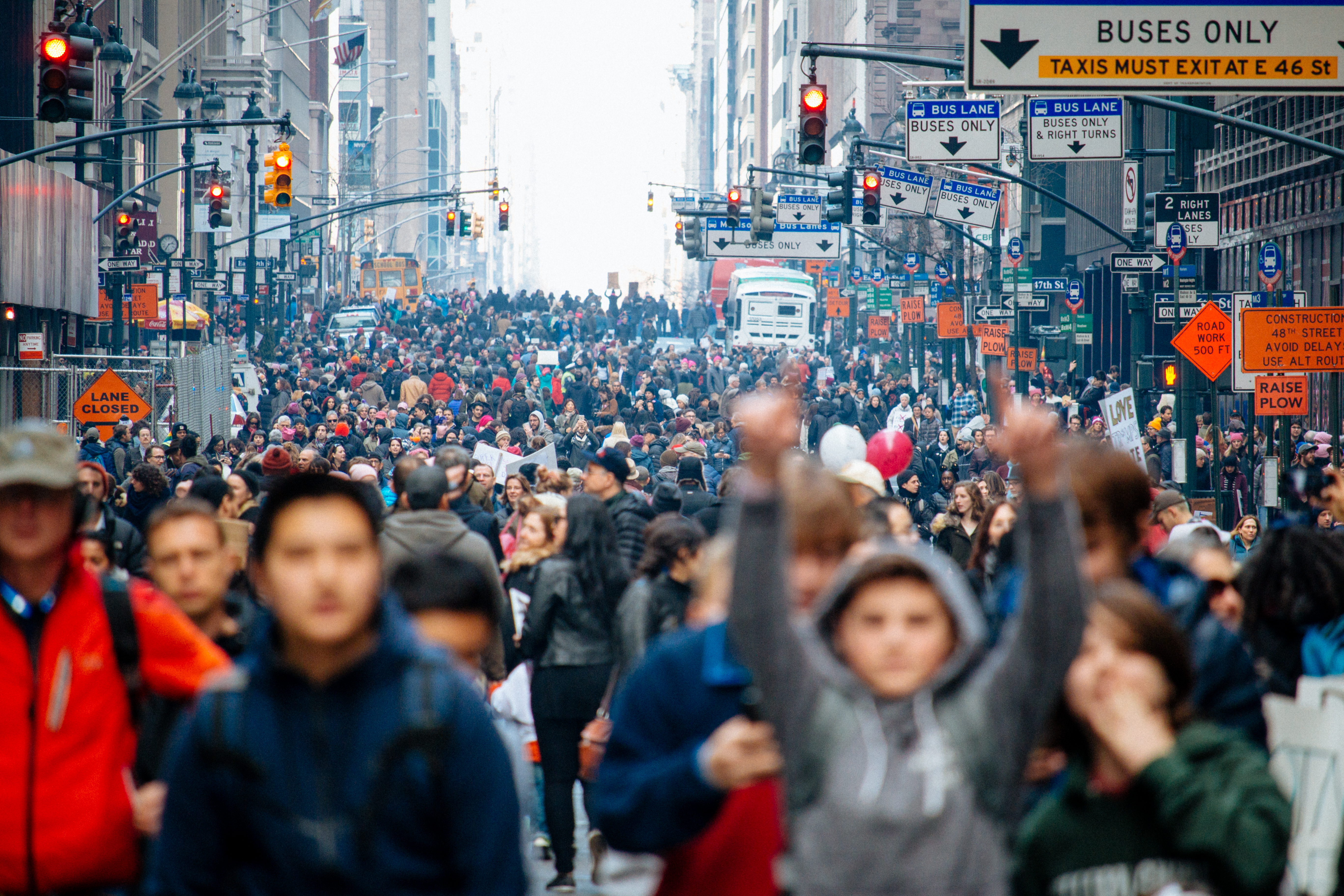
Protester i New York.
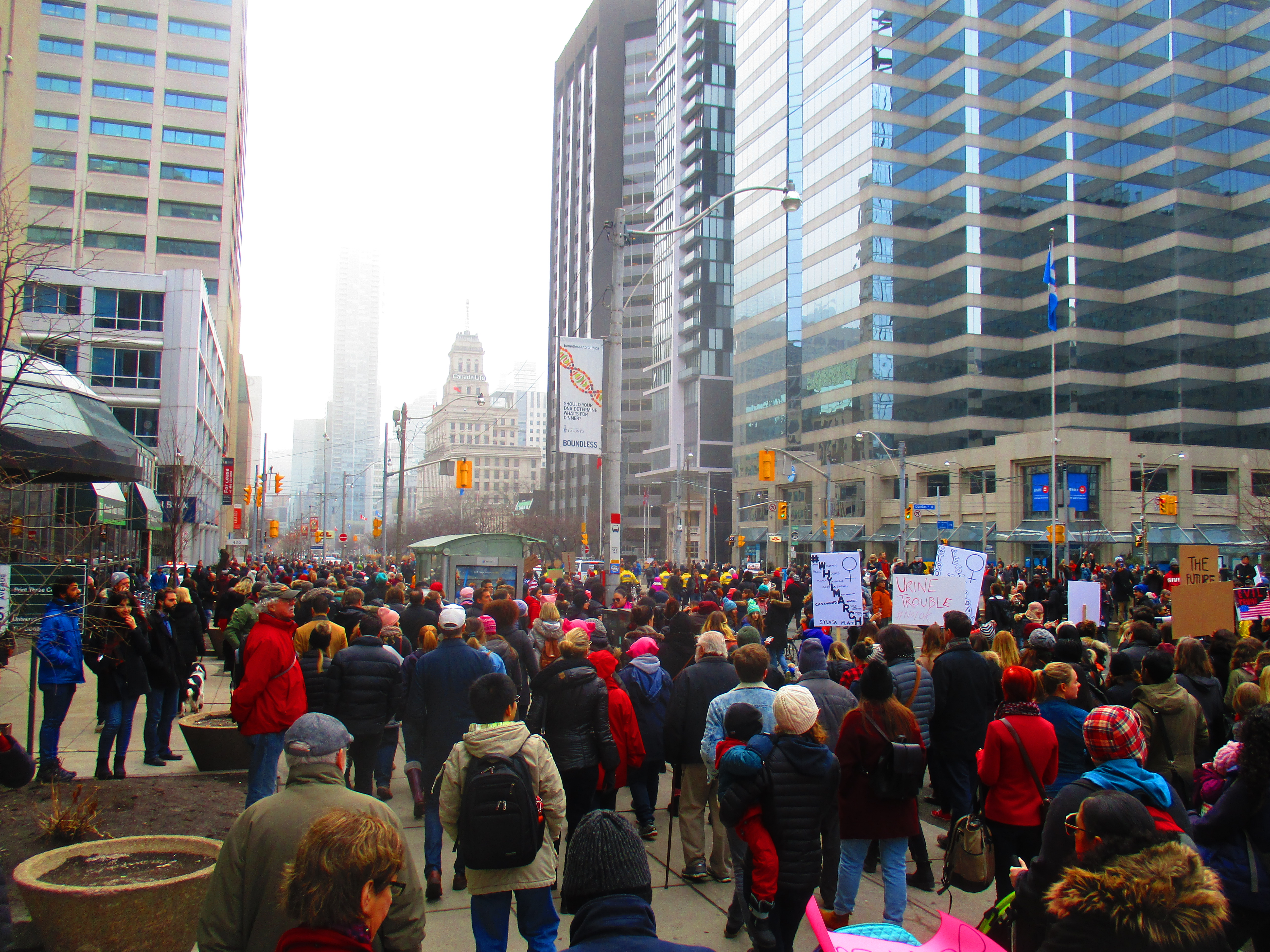
Protester i Toronto.
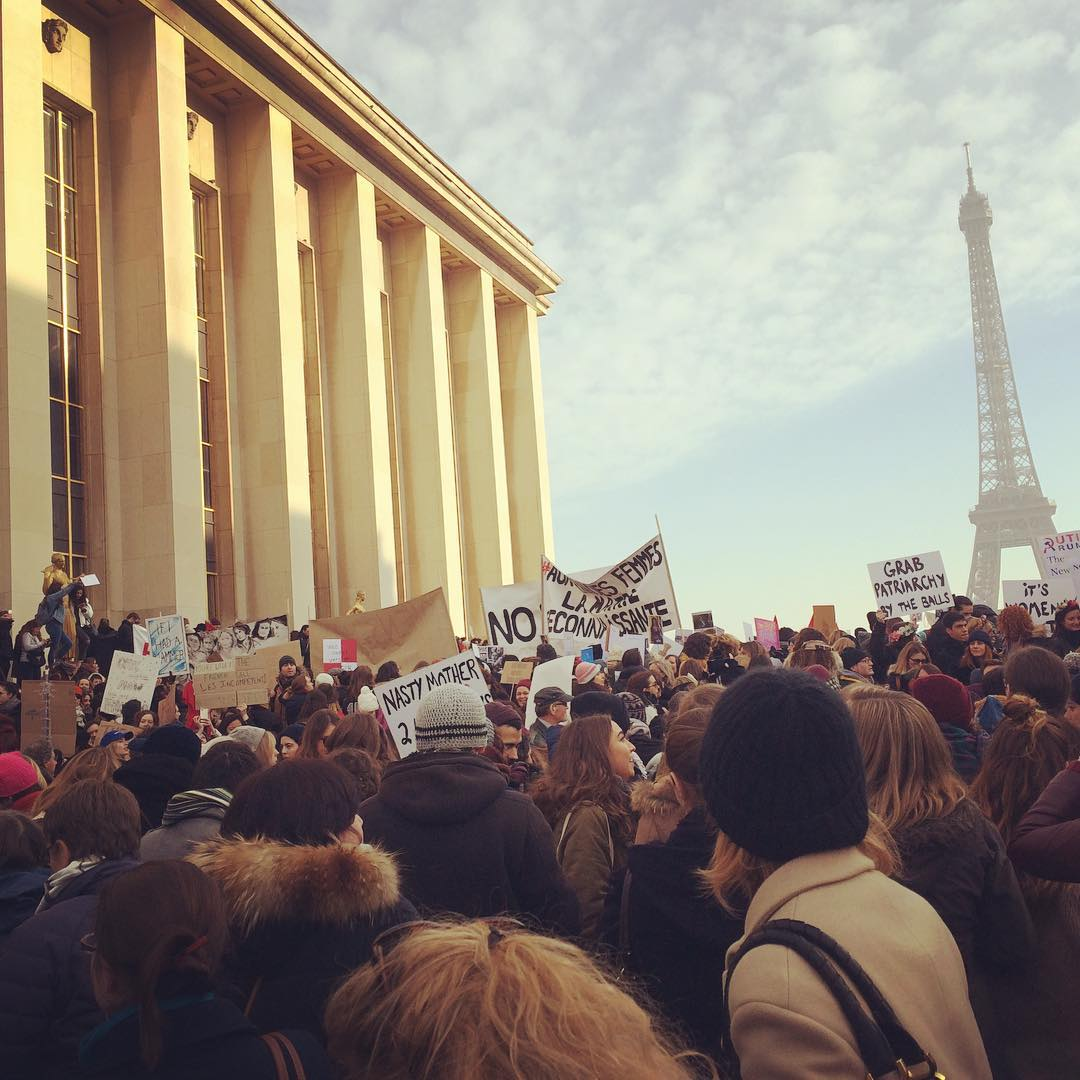
Protester i Paris.
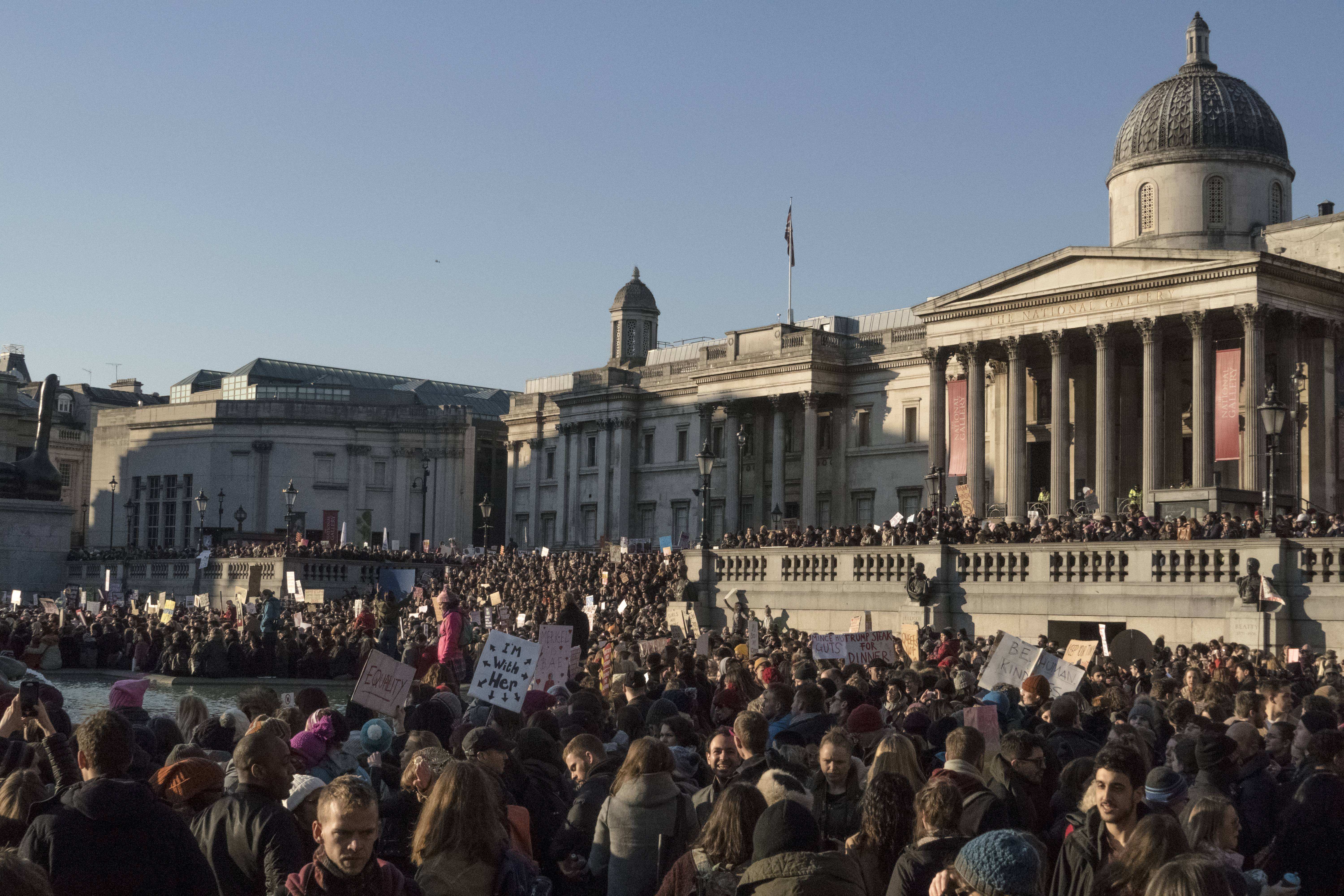
Protester i London.
- Video från marschen i Hamburg.